# Saint-Euphrône
Saint-Euphrône település Franciaországban, Côte-d’Or megyében. Lakosainak száma 223 fő (2022. január 1.). Saint-Euphrône Villars-et-Villenotte, Chassey, Juilly, Magny-la-Ville, Marigny-le-Cahouët, Montigny-sur-Armançon, Pont-et-Massène, Souhey és Villeneuve-sous-Charigny községekkel határos.

## Népesség
A település népessége az elmúlt években az alábbi módon változott:
| Lakosok száma | 121  | 135  | 172  | 200  | 199  | 184  | 178  | 188  | 209  | 223  |
|               | 1968 | 1982 | 1999 | 2006 | 2011 | 2015 | 2017 | 2018 | 2020 | 2022 |